# Arsaan (stofklasse)

Arsine is het meest eenvoudige arsaan.

De arsanen (soms ook wel arsines genoemd, hoewel niet geheel correct conform de IUPAC-nomenclatuur) vormen een stofklasse van arseenverbindingen, structureel gezien afgeleid van arsine (AsH3), waarin trivalent arseen voorkomt en die als algemene brutoformule AsnHn+2 dragen. Hierbij treden bindingen tussen arseen en waterstof op, waardoor ze kunnen beschouwd worden als de arseenanaloga van de alkanen en silanen.
Hoewel arseen een van de leden is van de stikstofgroep, en de formule van arsaan (AsH3) sterke associaties oproept met die van ammoniak (NH3), zijn de twee groepen verbindingen niet zonder meer vergelijkbaar (net zoals het geval is bij de fosfanen). Dit is het gevolg van de bijna rechte bindingshoeken. Het vrij elektronenpaar op arseen bezit dan ook een hoog s-obitaalkarakter en is niet direct beschikbaar voor het aangaan van donor-acceptorbindingen. Hiermee samengaand zijn ook de basische eigenschappen, zoals die ammoniak en de amines kenmerken, veel minder uitgesproken aanwezig in de arsanen.